# Through Thick Fog till Death
Through Thick Fog till Death är det norska black metal-bandet Urgehals fjärde studioalbum, utgivet 2003 av skivbolaget Flesh for Beast.

## Låtlista
1. "666" (instrumental) – 0:47
2. "Possessed (Raped by Evil)" – 2:29
3. "Raise the Symbols of Satan" – 6:21
4. "Invasion" – 8:23
5. "Through Thick Fog till Death" – 4:06
6. "Mirror Satan" – 4:22
7. "Satanic Deathlust" – 5:50
8. "Dead Cold December" – 7:41
9. "Død, død og atter død" – 6:17
10. "Supreme Blasphemy" – 4:40
11. "Mankind Murder" – 5:44

- Text: Trondr (spår 2, 4, 7, 9, 10), Enzifer (spår 3, 5, 7, 8, 11)
- Musik: Trondr (spår 2–4, 6, 7, 9, 10), Enzifer (spår 3, 5, 8, 11)

## Medverkande
Musiker (Urgehal-medlemmar)
- Trondr Nefas (Trond Bråthen) – sång, sologitarr
- Enzifer (Thomas Søberg) – rytmgitarr
- Uruz (Jarle Byberg) – trummor
- Sregroth (Tomas Torgersbråten) – basgitarr

Produktion
- Urgehal – producent
- Nils Harald Mæhlum – producent, ljudmix
- Ove Husemoen – producent
- Trondr Nefas – omslagsdesign
- Enzifer – omslagsdesign
- Necrodemon – omslagsdesign
- Aradia (Siw Therese Runesdotter) – foto
- LEF – foto
- Morten Espeseter – foto